# عنقود سرطاني
عنقود سرطاني هي مجموعة من الأمراض التي يحدث من خلالها أعداد كبيرة من حالات السرطان بحيث تصيب مجموعة من الأشخاص خاصة في منطقة جغرافية معينة لفترة زمنية
الامثله التاريخيه المتصلة بالعمل الكتل السرطانية تم توثيقها في الأدبيات الطبية. على سبيل المثال: سرطان كيس الصفنعمليات تنظيف المدخنة. في القرن الثامن عشر في لندن؛ سرطان العظام بين الرسامين الذين يشاهدون الاتصال الهاتفي؛ سرطان الجلد الذي يصيب نسبة كبيرة من المزارعين وأيضا؛ سرطان المثانة في عمال الصبغة المعرضين لمركبات الخطيرةالأنيلين؛ وسرطان الدم وسرطان الغدد الليمفاوية في العمال الكيميائيون الذين تتعرضون للبنزين.
الكتل السرطانية عادة ما تنشأ الشكوك عندما يعاني عضو من أعضاء العامه والجمهور ابلاغ أفراد أسرهم أو أصدقائهم أو جيرانهم أو زملائهم تم تشخيص نفسها أو المرتبطة بها أو متصله بإصابات السرطان. أقسام الدولة أو الصحة المحلية ستحقق في احتمال معرفة مجموعة سرطانيه متنوعه عند توعية الأشخاص أو الإفراد عن هذا المرض
من أجل التحقق من هذه الادعاءات تجري الإقسام الصحية بمراجعة شامله وأوليه. وسيتم جمع البيانات عن مرض السرطان والتحقق عنه وفيما يتعلق بأنواعه وأعداد الحالات المرضية والمنطقة الجغرافية للحالات المبلغ عنها والتاريخ السريري للمرضى. في هذه النقطة ستقوم لجنة من المهنيين المتخصصين بتدقيق وبفحص البيانات وتحديد ما إذا كان التحقق (غالبا مايستغرق فترة زمنية طويله ومكلفًا)له مايبرره
في الولايات المتحدة الأمريكية وقسم الصحة المحلية تستقبل أكثر من 1000 استفسار حول أنواع متعددة من السرطان المشتبه فيها كل عام. ومن المحتمل أن تكون أنواع السرطان التي تصيب الإنسان ناتجة عن الصدفة. ومع ذلك يتم فحص والتدقيق التجمعات التي لها معدل أكثر من الناحية الاقتصادية ومن معدل مرضى عامة السكان والنظر الي العديد من الاستفسارات فمن المحتمل هذه الاستحقاقات ترجع إلى الصدفة. إنها مشكلة منتشرة في تفسير البيانات التي يمكن أن تظهر على شكل حالات عشوائية من السرطان على شكل كتل يتم إساءة تفسيرها
إذا كانت الحالة من نوع واحد من السرطان أو نوع نادر من السرطان غالبا ماتكون كتله مصادفة أو نوع من السرطان لايوجد بشكل كبير في فئة عمرية معينة تفوق مابين 5٪الى 15٪من السرطان المشتبه فيهذات دلالة إحصائية.

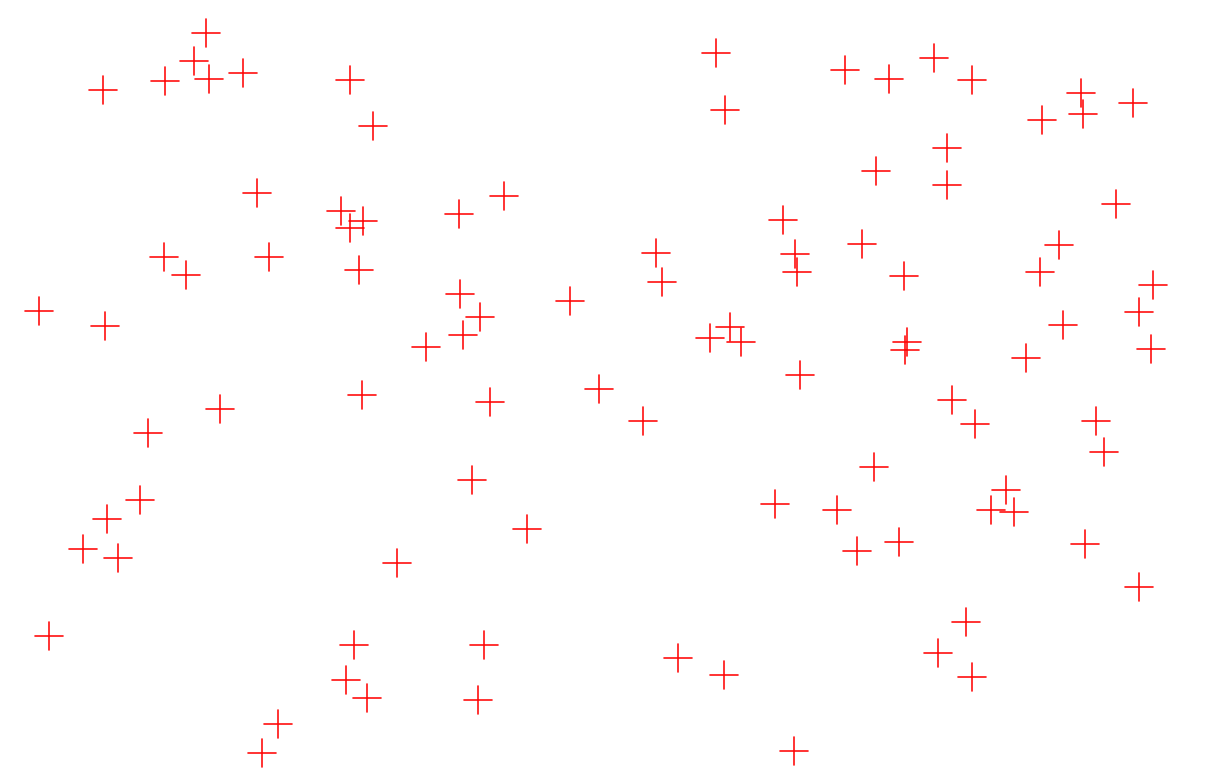
يجب على الإخصائيين الذين يفحصون البيانات عن الكتلة السرطانية ان يدققوا ويكونوا حذرين من المصادفات العشوائية التي يبدو أنها تشكل نمطًا. وفي هذا الرسم التعثر البياني العشوائي /تظهر فيها الأقواس والأنماط الموجودة التي تشكلت فقط عن طريق صدفة

تتضمن الكتل السرطانية مجموعة كبيره ومشهوره
من المجموعات السرطانية تشمل:
- أكثر من 700 حالة من الناس المصابين ب سرطان الخلايا الصافية الذي يحدث قبل الولادة لديثيل ستيلبرول في الولايات الأمريكية المتحدة في منتصف القرن 1900.[6]
- حادثة تلوث مخيم ليجون للمياه التي تم العثور على العديد مواد كيميائية خطيره في مياه الشرب. حيث أن مركز السيطرة على الأمراض قال إن سكان البحرية المتمركزين في القاعدة لديهم معدل وفيات كبيره بسبب السرطان بنسبة 10٪من الأشخاص المتمركزين في أماكن أخرى

## روابط خارجية
- Pub Med - أحدث المعايير لتقييم مجموعات السرطان نسخة محفوظة 1 أغسطس 2013 at Archive.is
- خرائط وفيات السرطان: الولايات المتحدة، 1950-94
- المعهد الوطني لعلوم الصحة البيئية (NIEHS)
- المراكز الأمريكية لمكافحة الأمراض
- وكالة حماية البيئة الأمريكية
- قصة أسترالية حول مجموعة من حالات سرطان الثدي في مكان العمل